# Linnaemya fumipennis
Linnaemya fumipennis là một loài ruồi trong họ Tachinidae.